# Phyllogomphoides burgosi
Phyllogomphoides burgosi är en trollsländeart som beskrevs av Brooks 1989. Phyllogomphoides burgosi ingår i släktet Phyllogomphoides och familjen flodtrollsländor. Inga underarter finns listade i Catalogue of Life.